# Kraemeria samoensis
Kraemeria samoensis is een straalvinnige vissensoort uit de familie van de lansvissen (Kraemeriidae). De wetenschappelijke naam van de soort werd voor het eerst geldig gepubliceerd in 1906 door Franz Steindachner.